# Ubaldo di Bastiano da Gubbio
Ubaldo di Bastiano da Gubbio (Gubbio, ... – ...; fl. XIV secolo) è stato un giurista e scrittore italiano, autore del Teleutelogio.

## Biografia
Nato a Gubbio tra la fine del XIII e gli inizi del XIV secolo da famiglia benestante, figlio di tale Bastiano (o Sebastiano), non sono conosciuti molti dettagli circa la sua vita, anche a causa dell'ampia diffusione in area eugubina del nome Ubaldo, che ha spesso confuso gli studiosi e causato sovrapposizioni con altri omonimi vissuti nello stesso periodo.
È noto che nel 1326 fu studente di diritto a Bologna e allievo del canonista Giovanni d'Andrea; in tale data risultava già orfano di padre.
Nell'autunno 1327 è testimoniata la sua presenza a Firenze al seguito del duca Carlo d'Angiò, quale giudice e funzionario incaricato dell'estimo. È probabile che il suo soggiorno a Firenze possa essere stato interrotto dall'improvvisa morte del duca di Calabria nel novembre 1328.
In questi anni fu autore del Teleutelogio, un'operetta morale-didascalica in lingua latina che inscena un dialogo tra Ubaldo stesso e la Morte.
Da un atto notarile firmato da Mino de Bonis risulta che Ubaldo si trovasse a Grosseto il 2 giugno 1331, quando affidò al frate Carmignano di Feo la procura di trattare i propri affari legali. Da questo momento le sue sorti non sono più conosciute.